# A Sunday Horse
A Sunday Horse es una película estadounidense de biografía, deporte y familiar de 2016, dirigida por Vic Armstrong, escrita por Fred T. Kuehnert y Susan Rhinehart, musicalizada por David Wurst y Eric Wurst, en la fotografía estuvo Peter N. Green y los protagonistas son Nikki Reed, Ryan Merriman y Cassi Thomson, entre otros. El filme fue realizado por The Sunday Horse II y se estrenó el 15 de febrero de 2016.

## Sinopsis
Trata acerca de una jinete que va a participar en un campeonato nacional de salto, luego de haber sufrido un accidente, en el que casi pierde la vida.